# Suzy Hansen
Pour les articles homonymes, voir Hansen.
Suzy Hansen, née v. 1977, est une femme politique canadienne.
Elle représente la circonscription d'Halifax Needham (en) à l'Assemblée législative de la Nouvelle-Écosse depuis les élections du 17 août 2021. Elle fait partie du caucus néodémocrate.